# 營志宏
營志宏（英語：Levi Ying，1949年—2013年4月29日），台灣政治人物，生於臺北市，曾為新黨籍的立法委員，退出政壇後移居美國。

## 簡歷
營志宏在1949年生於臺北，其後於國立臺灣大學獲政治學學士學位，及在國立政治大學獲東亞研究碩士學位。營志宏隨後移居美國，並在加利福尼亞州的惠提爾法學院獲法學博士學位，之後在加州成立律師事務所從事法律。
營志宏在返臺後，曾任國民大會的國民黨籍代表，並在當選後放棄美國國籍以擔任該職。1998年，他從僑選選區當選為新黨的第4屆立法委員。2001年，新黨的票數大減，因此未能分配任何僑選議席，營志宏因而結束三年的立法委員任期。
營志宏卸任立法委員後，在妻子維持美國國籍的身份下返回美國生活，並再度歸化為美國公民。2013年6月，營志宏於美國加州逝世，享壽64歲。其葬禮於加州惠提爾的玫瑰山紀念公園舉行。

## 學歷
- 國立台灣大學政治系畢業
- 國立政治大學東亞研究所碩士
- 美國惠蒂爾學院法律博士

## 經歷
- 第四屆立法委員，立法院新黨黨團總召集人，立法院內政及民族委員會召集委員
- 第三屆國民大會代表
- 新黨全國委員會召集人
- 美國聯邦及加州執業律師
- 洛杉磯新黨之友會召集人
- 美國南加州中國和平統一促進會聯盟首任主席

## 外部連結
- 立法院 （页面存档备份，存于）